# Vlag van Paesens-Moddergat

Vlag van Paesens-Moddergat

De vlag van Paesens-Moddergat is de dorpsvlag van de Nederlandse dorpen Paesens en Moddergat, in de Friese gemeente Noardeast-Fryslân. De vlag werd in 1988 geregistreerd.
De dorpsvlaggen van 28 dorpen in Dongeradeel werden op 28 januari 1988 goedgekeurd door de gemeenteraad van de vroegere gemeente Dongeradeel.

## Beschrijving
De beschrijving van de vlag is als volgt:
Twee even hoge banen van groen en rood, over het midden een liggend Anthonius-Ankerkruis met de T-balk op een derde van de broek; in de broektop en -voet een geel klaverblad.
De kleuren zijn afkomstig van het dorpswapen.

## Symboliek
- Twee banen: duiden op de scheiding tussen de dorpen Paesens en Moddergat.[4]
- Anker: duidt op de visserij, vroeger een belangrijk middel van bestaan.[4]
- Tau-kruis van het anker: symbool van Antonius van Egypte, patroonheilige van de Sint-Antoniuskerk van Paesens.[4]
- Klaverbladen: verwijzen naar de landbouw in de omgeving van de dorpen.[4]

## Zie ook

Wapen van Paesens-Moddergat